# Sciapus judaeus
Sciapus judaeus är en tvåvingeart som beskrevs av Octave Parent 1932. Sciapus judaeus ingår i släktet Sciapus och familjen styltflugor. Inga underarter finns listade i Catalogue of Life.